# Carebara melasolena
Carebara melasolena (лат.) — вид очень мелких муравьёв рода Carebara из подсемейства Myrmicinae (Formicidae). Китай (Чунцин, Гуанси, Хайнань, Хэнань, Гонконг, Хубэй, Хунань, Цзянси, Сычуань, Юньнань, Чжэцзян). Мелкие муравьи (длина тела мелких рабочих составляет 1—2 мм, крупные рабочие около 6 мм). От близких видов отличаются следующими признаками: постпетиоль заметно шире своей длины; проподеальные шипы загнуты вперёд у крупных рабочих; узелок петиоля сужен сверху, треугольный в профиль; голова с грубой чёрной линией в срединной продольной бороздке; голова и тело в основном гладкие и блестящие; волоски обильные. Усики 11-члениковые с булавой из двух сегментов. Стебелёк между грудкой и брюшком состоит из двух члеников: петиолюса и постпетиолюса (последний чётко отделён от брюшка), жало развито.